# Карангоярви
Карангоярви — пресноводное озеро на территории Юшкозерского сельского поселения Калевальского района Республики Карелии.

## Общие сведения
Площадь озера — 1,3 км². Располагается на высоте 141,4 метров над уровнем моря.
Форма озера продолговатая: оно почти на четыре километра вытянуто с северо-запада на юго-восток. Берега каменисто-песчаные, местами заболоченные.
Через Карангоярви течёт река Каранго, впадающая в Топозеро.
Населённые пункты и автодороги вблизи водоёма отсутствуют.
Код объекта в государственном водном реестре — 02020000411102000000261.